# Apalutamida
Apalutamida, es vendido bajo la marca Erleada entre otras, es un medicamento utilizado para tratar el cáncer de próstata .  Se utiliza específicamente en el cáncer de próstata metastásico sensible a la castración y en el cáncer de próstata no metastásico resistente a la castración .  Este medicamento se toma por vía oral . 
Los efectos secundarios de este medicamento incluyen cansancio, dolor en las articulaciones, sarpullido, caídas, presión arterial alta, sofocos, diarrea y fracturas óseas ;  otros efectos secundarios pueden incluir accidente cerebrovascular y convulsiones .  El uso de este medicamento por parte de hombres cuyas parejas están embarazadas puede dañar al bebé.  Es un antiandrógeno no esteroide y actúa bloqueando los andrógenos, incluida la testosterona .   Como el cáncer de próstata requiere andrógenos, bloquearlos retarda su crecimiento. 
Este medicamento se describió en 2007.  Fue aprobado para uso médico en Estados Unidos en 2018 y en Europa en 2019.   En el Reino Unido, cuatro semanas le cuestan al NHS aproximadamente 2700 libras esterlinas a partir de 2021.  Esta cantidad en Estados Unidos es de unos 12.500 dólares estadounidenses. 